# Sint-Annakerk (Tongerlo)

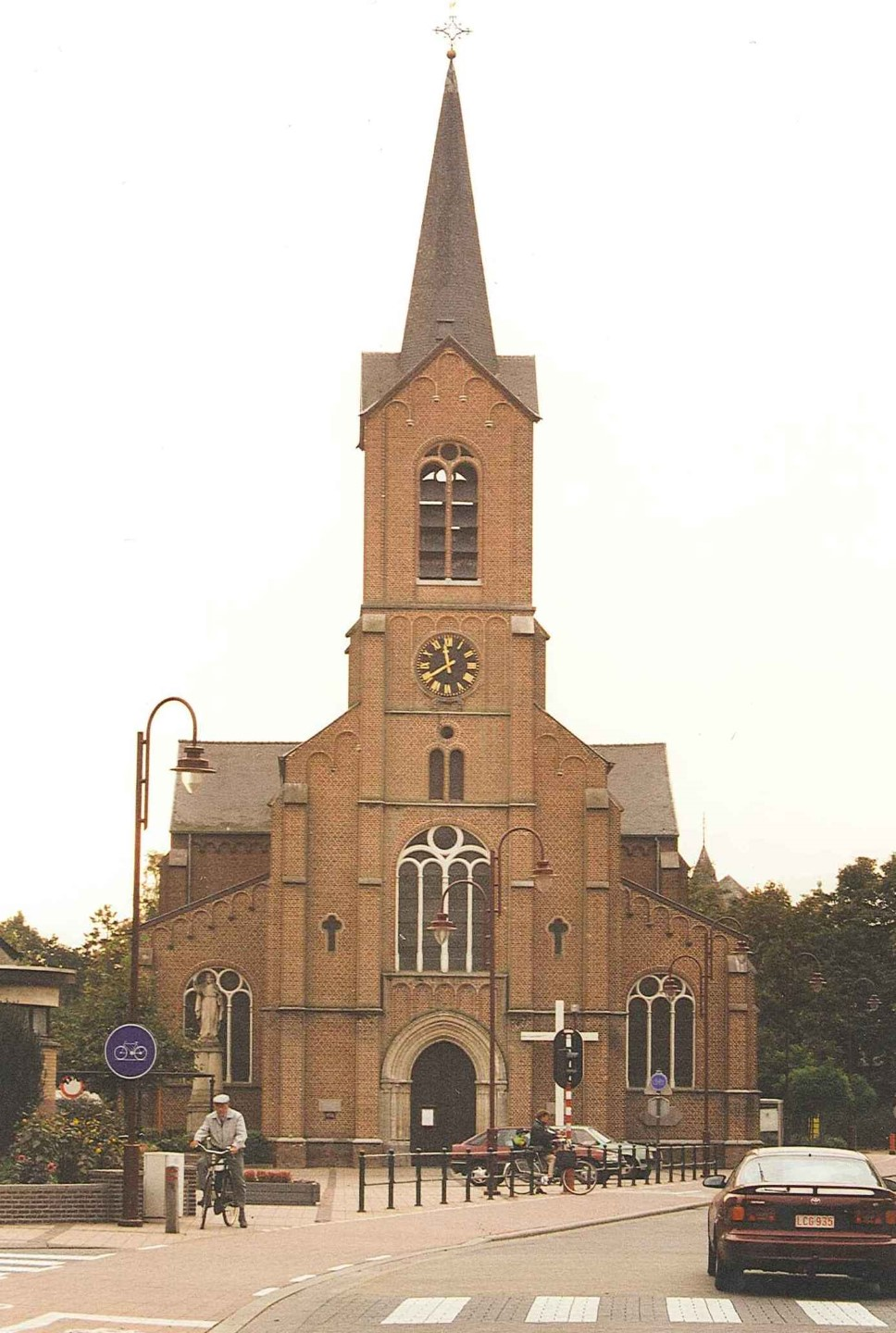
Sint-Annakerk

De Sint-Annakerk is de parochiekerk van de tot de Antwerpse gemeente Westerlo behorende plaats Tongerlo, gelegen aan Kerkplein 5.

## Geschiedenis
De parochie, gewijd aan Moeder Gods, was oorspronkelijk afhankelijk van die van Westerlo, maar na 1130 kwam deze onder de hoede van de Abdij van Tongerlo. In 1511 werd de parochie met die van Oevel uitgebreid. In 1514 werd, op het terrein van de abdij, een aan Sint-Anna gewijde parochiekerk gebouwd.
De huidige kerk werd gebouwd in 1853-1856 naar ontwerp van Eugeen Gife.

## Gebouw
Het betreft een bakstenen kruisbasiliek die naar het zuiden georiënteerd is. De kerk heeft een eclectische bouwstijl, met neoromaanse en neogotische stijlelementen. De ingebouwde noordtoren heeft vijf geledingen en een torenspits die voorzien is van vier topgevels. Het koor is vijfzijdig afgesloten.
Chronogrammen bij de ingang luiden: proVIDI regII proVInCIa gUbernatoris teIChMann CUra eXUrreXI (1853) en gLorIosae annae Me saCrat antIstes presbYter CarDInaLIs engeLbertUs (1860).
Bij de kerk vindt men een Heilig Hartbeeld en een monument voor de gesneuvelden tijdens de Eerste Wereldoorlog.

## Interieur
Veel voorwerpen in de kerk zijn afkomstig van de voormalige Sint-Annakerk. Deze omvatten schilderijen uit de 16e, 17e en 18e eeuw. Daarnaast een Onze-Lieve-Vrouw met Kind en een Calvarie (14e eeuw); 17e-eeuwse beelden van Sint-Anna, Sint-Norbertus en Onze-Lieve-Vrouw Onbevlekt Ontvangen.
De zijaltaren zijn van gemarmerd hout (3e kwart 17e eeuw), Ook de biechtstoelen zijn 17e-eeuws. Daarnaast is er 19e-eeuws meubilair: koorgestoelte en doksaal.